# فیلیز احمد
فیلیز احمد (انگلیسی: Filiz Ahmet؛ زادهٔ ۱۵ آوریل ۱۹۸۱) بازیگر اهل مقدونیه شمالی است.
از فیلم‌ها یا برنامه‌های تلویزیونی که وی در آن نقش داشته‌است می‌توان به حریم سلطان اشاره کرد.فرزندش همان اسما نور(کادر) حریم سلطان می باشد